# 國防部軍事情報局局長
國防部軍事情報局局長是中華民國國防部軍事情報局的首長。

## 軍情局長
| 姓名   | 圖像 | 任期時間                      | 軍銜               |
| 盧光義 |      | 1985年7月1日－1987年8月31日   | 陸軍中將（炮兵科） |
| 黄世忠 |      | 1987年9月1日－1989年12月4日   | 陸軍中將           |
| 殷宗文 |      | 1989年12月5日－1993年5月31日  | 陸軍二級上將       |
| 胡家麒 |      | 1993年6月1日－1998年1月31日   | 陸軍中將           |
| 丁渝洲 |      | 1998年2月1日－1999年1月31日   | 陸軍二級上將       |
| 徐筑生 |      | 1999年2月1日－2001年8月10日   | 海軍中將           |
| 薛石民 |      | 2001年8月－2003年8月          | 陸軍二級上將       |
| 戴伯特 |      | 2003年9月1日－2004年5月19日   | 陸軍二級上將       |
| 余連發 |      | 2004年6月1日－2005年6月       | 陸軍二級上將       |
| 彭勝竹 |      | 2005年6月－2006年4月          | 空軍二級上將       |
| 沈世籍 |      | 2006年4月－2008年3月          | 陸軍中將（憲兵科） |
| 葛廣明 |      | 2008年3月－2009年10月2日      | 空軍中將，涉貪入獄 |
| 張戡平 |      | 2009年10月2日－2011年10月30日 | 陸軍中將           |
| 湯家坤 |      | 2011年10月30日－2013年8月15日 | 陸軍中將           |
| 劉德良 |      | 2013年8月15日－2018年6月30日  | 陸軍中將           |
| 羅德民 |      | 2018年7月1日－2022年2月28日   | 陸軍中將           |
| 楊靜瑟 |      | 2022年3月1日－2025年4月30日   | 空軍中將           |
| 陳明華 |      | 2025年5月1日－現任            | 陸軍中將           |